# Ludwik Rajchman

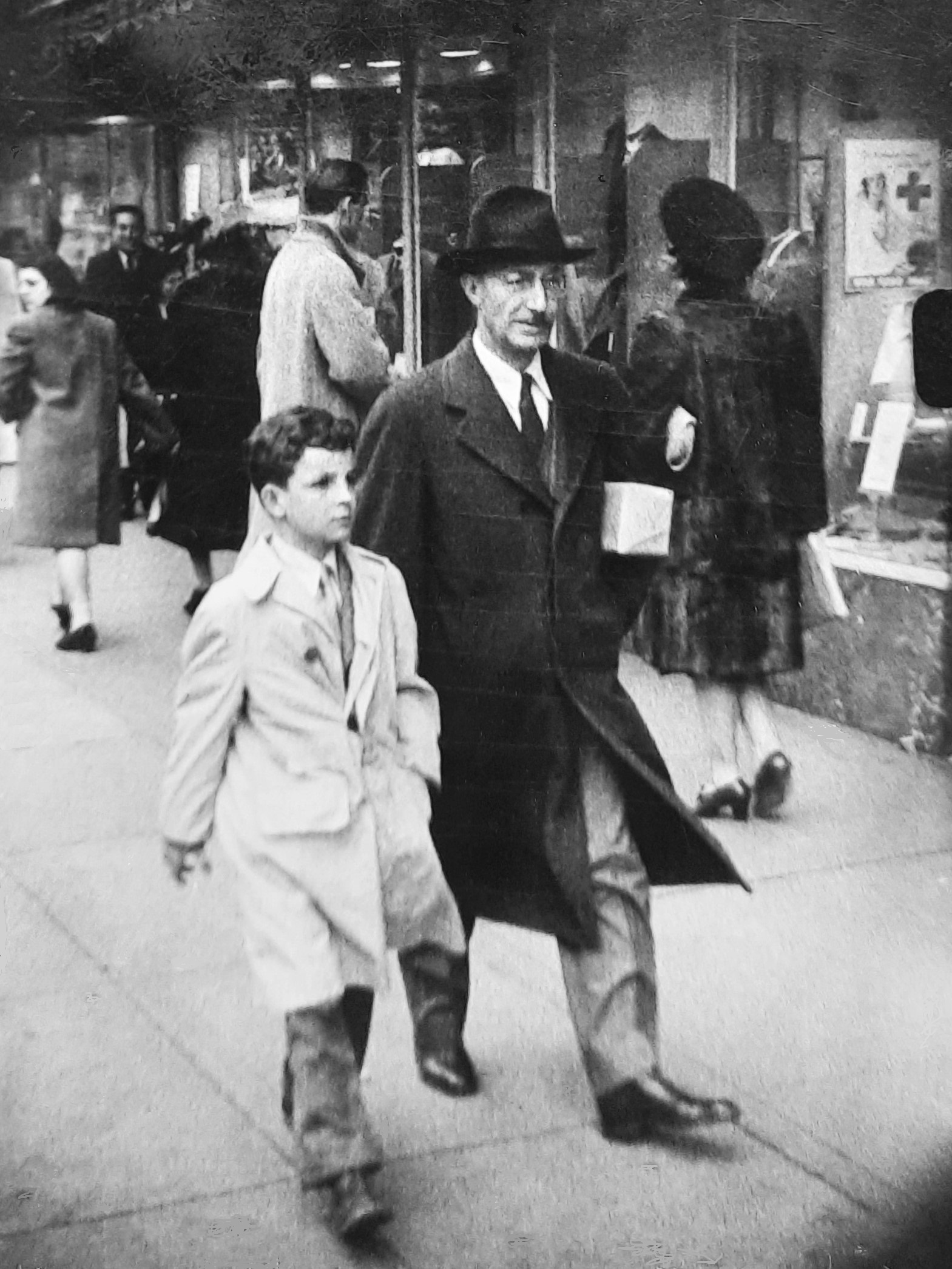
Ludwik Rajchman z wnukiem Michałem Balińskim (1942)

Ludwik Witold Rajchman (ur. 1 listopada 1881 w Warszawie, zm. 13 lipca 1965 w Chenu) – polski bakteriolog i działacz społeczny żydowskiego pochodzenia, jeden z założycieli UNICEF, wolnomularz[niewiarygodne źródło?].

## Wczesne życie i edukacja
Syn Aleksandra i Melanii z Hirszfeldów. Ukończył III Gimnazjum w Warszawie w 1900 roku. Działał w Polskiej Partii Socjalistycznej. Po masakrze robotników folwarcznych w Łaniętach w marcu 1905 roku, wydał odezwę wzywającą do strajków rolnych. Współautorami odezwy, sygnowanej przez Ludowe Koło Oświaty, byli m.in. Konstanty Krzeczkowski, Stefan Wolff i Stefan Julian Brzeziński (współzałożyciel Polskiego Związku Ludowego). Rajchman przemycił odezwę z Krakowa do Królestwa Polskiego. Po rozłamie w PPS na IX zjeździe w Wiedniu w 1906 roku, przyłączył się do PPS-Lewicy. Za działalność w czasie rewolucji 1905 roku został aresztowany. Po czterech miesiącach pobytu w więzieniu został uwolniony dzięki pomocy finansowej teściów. Musiał opuścić Królestwo Polskie przez co wyjechał do Kazania, aby to tam nostryfikować dyplom lekarski. Następnie pojechał do Francji, by w latach 1907–1909 studiować w Instytucie Pasteura w Paryżu. W 1919 zorganizował Państwowy Centralny Zakład Epidemiologiczny w Warszawie (przemianowany później na Państwowy Zakład Higieny), którego był pierwszym dyrektorem.

## Emigracja i działania za granicą
W latach 1920–1921 był współorganizatorem Komisji Epidemiologicznej Ligi Narodów. W 1929 i 1930–1931 przebywał w Chinach jako doradca medyczny Czang Kaj-szeka i Song Ziwena, w latach 1931–1939 ekspert Narodowej Rady Ekonomicznej do Spraw Odbudowy Chin, 1940–1943 doradca Song Ziwena, jako specjalny przedstawiciel Chin w USA.

## Dziedzictwo
Był pomysłodawcą i współzałożycielem UNICEF – Funduszu Narodów Zjednoczonych na Rzecz Dzieci. Dzięki jego inicjatywie w latach 1948–1951, w 22 krajach na całym świecie wykonano około 30 milionów badań lekarskich i dostarczono 17 milionów szczepionek przeciwko gruźlicy.
W marcu 2018 roku powstała Fundacja na rzecz Polskiej Młodzieży im. Ludwika Rajchmana, której celem była pomoc młodzieży w osiąganiu sukcesów na rynku pracy oraz w rekrutacji na uniwersytety, poprzez zniesienie barier finansowych i pomoc merytoryczną.

### Rodzina
Był ojcem informatyka Jana Rajchmana i dziadkiem matematyka Michała Ludwika Balińskiego, oraz pradziadkiem pisarki Marty Balińskiej, która wydała jego dobrze przyjętą biografię. Jego siostrą była Helena Radlińska pedagog, a bratem Aleksander Rajchman matematyk.

### Willa Ludwika Rajchmana
Na ulicy Słonecznej (obecnie pod numerem 25, przed latami 30. XX wieku pod numerem 3) w Warszawie znajduje się Willa Ludwika Rajchmana. Willa znajduje się nieopodal dawnej siedziby Państwowego Zakładu Higieny. W 1925 roku w willi zamieszkiwała Maria Tarnowska (ze Światopełk-Czetwertyńskich). W 1930 roku willa została sprzedana Janowi Hołyńskiemu. W późniejszym czasie willa była rezydencją ambasadora Meksyku.
W 2024 roku willa była jedną z siedzib I Społecznego Liceum Ogólnokształcącego im. Maharadży Jam Saheba Digvijay Sinhji w Warszawie.

## Ordery i odznaczenia
- Krzyż Komandorski Orderu Odrodzenia Polski (10 listopada 1928)[15]